# كأس إفريقيا للأندية البطلة 1976
كأس أفريقيا للأندية البطلة 1976 هي النسخة الثانية عشرة من مسابقة كرة القدم الدولية السنوية للأندية التي أقيمت برعاية الاتحاد الأفريقي لكرة القدم (دوري أبطال أفريقيا). تحدد هذه المسابقة بطل ذلك العام لنادي كرة القدم في أفريقيا.
شارك في هذه البطولة 25 فريقًا بنظام خروج المغلوب. فاز مولودية الجزائر بالمباراة النهائية على حساب هافيا كوناكري الغيني وأصبح بطلا للمرة الأولى، وهو أول ناد من الجزائر يفوز باللقب.

## الدور النهائي
| هافيا كوناكري                                                | 3–0 | مولودية الجزائر |
| ------------------------------------------------------------ | --- | --------------- |
| - مورسيريه سيلا 24' - بنجالي سيلا 37' - مامادو عليو كيتا 65' |     |                 |

| مولودية الجزائر                            | 3–0 | هافيا كوناكري                                 |
| ------------------------------------------ | --- | --------------------------------------------- |
| - زبير باشي 24' - عمر بطروني 76'، 90'      |     |                                               |
| ركلات الترجيح                              |     |                                               |
| - عبد الوهاب زنير - علي بن شيخ - أنور بشاط | 3–1 | - Bangoura - Diarra - M. Sylla ‏ - شريف سليمان |